# Station Haybes
Station Haybes is een spoorwegstation in de Franse gemeente Haybes.